# Gospiteroda
Der Ort Gospiteroda ist ein Ortsteil der Landgemeinde Georgenthal im Landkreis Gotha in Thüringen.

## Lage
Gospiteroda befindet sich etwa 8 Kilometer (Luftlinie) südwestlich der Kreisstadt Gotha an der Nordabdachung des Thüringer Waldes, südlich der Bundesautobahn 4 im bereits übergehenden Ackerbaugebiet in dieser Gegend südlich des Boxberges.

## Geschichte
Gospiteroda wurde im Mittelalter im Zuge des Rodungsbaus gegründet. Der Ort wurde im Jahr 1346 erstmals in einer Urkunde des Klosters Georgenthal unter dem Namen Gotzbrechterode erwähnt. Neuerdings weist man den Mai 1271 aus.
Mitten im Dorf befand sich ein Rittergut, dessen Entstehungsurkunden im Dreißigjährigen Krieg vernichtet wurden. Zum Gut gehörten zahlreiche Ställe und Scheunen, die Schenke und das Brauhaus.
Ein Springbrunnen im Gutshof wurde durch eine Holzleitung von den Teichen südwestlich von Gospiteroda gespeist. Während des Dreißigjährigen Krieges ließ der Gutsherr gegenüber dem Herrenhaus die Kirche errichten. Sie sollte als Festung dienen und war wahrscheinlich durch einen unterirdischen Gang mit dem Gutshaus verbunden. Darauf ließen Erdsenkungen schließen, die aber in der Vergangenheit achtlos zugeschüttet wurden. Gutsbesitzer waren die Reichsgrafen von Hohenlohe, die die Erbgerichtsbarkeit im Jahr 1842 dem Herzogtum Sachsen-Gotha und die Verwaltung des Richteramtes dem Justizamt Tenneberg übertrugen. Später wurde das Gut an die Herren Wedekind verkauft. An diese Familie erinnert eine Tafel im Kirchenschiff. Die letzte Besitzerin des Gutes, Fräulein von Wedekind, übergab das Gut an einen Verwalter. Nach dessen Tod fiel das Gut an die Gemeinde. Es wurde unter 47 Nachbarn gegen eine geringe Summe verteilt. Die Dorfschaft, die zu dieser Zeit aus zirka 200 Einwohnern bestand, ernährte sich von Ackerbau, Viehzucht und Tagelohn auf dem Gut.
Bis 1826 gehörte der Ort zum Herzogtum Sachsen-Gotha-Altenburg, anschließend, bis zum Ende der Monarchie zum Herzogtum Sachsen-Coburg und Gotha, bis 1922 zum Freistaat bzw. Gebiet Gotha. Nach Abtretung der Patrimonialgerichtsbarkeit durch die Hohenlohes 1848 wurde der Kanzleibezirk Ohrdruf der Obergrafschaft Gleichen aufgehoben. Dessen Verwaltungsbefugnisse gingen 1858 im Zuge der im Herzogtum Gotha durchgeführten Verwaltungsreform an das neugegründete Landratsamt Ohrdruf über, das bis 1922 bestand.
Als beachtenswerte Zunft galt der Kleiber. Das Kleiben ist eine dem Thüringer Fachwerkbau dienliche Tätigkeit, die von einigen Bürgern meisterlich beherrscht wurde. Die Gospiterodaer Kleiber zogen in die umliegenden Orte aus und füllten das Holzfachwerk mit Lehm.
Bis zum heutigen Tag wechselten Krieg und Frieden, Notzeiten und Blütezeiten einander ab. Die wohl schlimmste Zeit im vergangenen Jahrhundert waren die beiden Weltkriege 1914–1918 und 1939–1945. Zahlreiche Soldaten kehrten aus den Kriegen nicht zurück. Während des Zweiten Weltkriegs mussten seit 1940 Kriegsgefangene aus Frankreich bei Bauern Zwangsarbeit leisten. Nach 1945 stieg die Einwohnerzahl des Ortes durch Heimatvertriebene stark an. Anfang April 1945 zogen US-amerikanische Streitkräfte in Gospiteroda ein, Anfang Juli kam die Rote Armee. Damit gehörte das Dorf zur Sowjetischen Besatzungszone (SBZ), ab 1949 zur DDR.
Von 1945 bis 1960 bewirtschafteten ein Großteil der Einwohner ihre Felder als Einzelbauern. Da es viele kleine landwirtschaftliche Betriebe gab, die ihre Besitzer nur recht und schlecht ernährten, arbeiteten viele Einwohner in den Betrieben in der Umgebung.
Nach Gründung der LPG Einigkeit im Jahr 1960 wurde die landwirtschaftliche Pflanzen- und Tierproduktion gemeinsam betrieben. Im Jahr 1973 wurde eine gemeinsame Milchviehanlage errichtet. In den Folgejahren schlossen sich die Genossenschaften der näheren Umgebung zusammen. Es entstanden ein Pflanzenproduktionsbetrieb in Schönau vor dem Walde und ein Tierproduktionsbetrieb in Ernstroda.
Im östlichen Teil der Gemarkung entstanden seit den 1930er Jahren für den Bedarf der im Bau befindlichen Reichsautobahn und in der Folge für die Baustoffindustrie des Landkreises Gotha eine große Kiesgrube.

## Sehenswürdigkeiten
- Die heutige Kirche entstand im Jahr 1623 im Baustil der Spätgotik.[4] Der Chor der 1623 errichteten Kirche ist nach Norden orientiert. Der Turm verfügt im Erdgeschoss über ein steinernes Tonnengewölbe, jetzt als Sakristei genutzt. Die Doppelemporen sind farbenfroh bemalt. Die Kirche hat keinen Namen.
- Nördlich von Gospiteroda befindet sich das weitläufige Gelände der Pferderennbahn Boxberg.
- Auf der östlichen Gemarkungsgrenze mit Emleben (Lage) befindet sich ein Sühnekreuz. Eine Infotafel daneben enthält den Text: "Hier wurde am 27. Juli 1628 im Dreißigjährigen Krieg der Bauer Max Rudloff aus Ernstroda auf dem Weg nach Gotha von Soldaten erschlagen".